# Román Chalbaud
Roman Chalbaud (10 ottobre 1931 – 12 settembre 2023) è stato un drammaturgo e regista venezuelano.
È stato una figura chiave del Nuovo Cinema Venezuelano e dell’Epoca d’Oro del cinema in Venezuela, nonché parte della cosiddetta "Santa Trinità" del teatro venezuelano insieme a Isaac Chocrón e José Ignacio Cabrujas

## Biografia

### Primi anni
Román José Chalbaud Quintero è nato a Mérida il 10 ottobre 1931. All'età di sei anni si è trasferito a Caracas con la nonna, dove ha manifestato presto interesse per la letteratura e il cinema europeo.  
Dopo il diploma ha studiato per due anni al Teatro Experimental di Caracas e successivamente ha approfondito la regia con Lee Strasberg a New York. Negli anni ’50 ha iniziato a lavorare in televisione e teatro, ottenendo riconoscimenti con opere come Los adolescentes e Caín adolescente, quest’ultima premiata dall'Ateneo di Caracas.

### Carriera cinematografica
Ha iniziato come assistente alla regia per Víctor Urruchúa in film come Seis meses de vida e Luz en el páramo. Nel 1955 è diventato direttore artistico della Televisora Nacional, carica che ha mantenuto fino al 1958. Il suo primo lungometraggio, Caín adolescente (1959), segna l’inizio della sua lunga carriera, con oltre venti film tra cui El pez que fuma (1977), La oveja negra (1987) e Pandemonium, la capital del infierno (1997). In televisione ha diretto serie come El cuento venezolano televisado, Boves, el Urogallo, La trepadora e La hija de Juana Crespo.

## Filmografia come regista
- Caín adolescente (1959)
- Cuentos para mayores (1963)
- Chévere o La victoria de Wellington (cortometraggio, 1971)
- La quema de Judas (1974)
- Sagrado y obsceno (1976)
- El pez que fuma (1977)
- Carmen, la que contaba 16 años (1978)
- Bodas de papel (1979)
- Cangrejo (1982)
- La gata borracha (1983)
- Cangrejo II (1984)
- Ratón de ferretería (1985)
- Manón (1986)
- La oveja negra (1987)
- Cuchillos de fuego (1990)
- El corazón de las tinieblas (1990)
- Pandemonium, la capital del infierno (1997)
- El Caracazo (2005)
- Zamora, tierra y hombres libres (2009)
- Días de poder (2011)
- La planta insolente (2014)
- Muñequita linda (2023)